# Neonerita oncisa
Neonerita oncisa là một loài bướm đêm thuộc phân họ Arctiinae, họ Erebidae.